# Střední umělecká škola v Ostravě
Střední umělecká škola v Ostravě (zkratkou SUŠ Ostrava) vznikla v roce 1990 jako první výtvarně zaměřená škola v moravskoslezském regionu. Počáteční sídlo měla v ulici Karla Pokorného v Ostravě Porubě, kde sídlila až do roku 1999, kdy se přestěhovala do dnešních prostor v ulici Poděbradova 33 v Moravské Ostravě. 
Budova, kde sídlí, pochází z roku 1898 a patří k nejstarším školním budovám ve městě (od roku 1993 je kulturní památkou).
Na škole v současné době (2018) je vyučováno 5 oborů: Průmyslový design, Grafický design, Užitá fotografie a média, Výtvarné zpracování keramiky a porcelánu a Užitá malba. Průmyslový design se dělí na 2 zaměření (tedy Školní vzdělávací programy, ŠVP), na Design obalů a Design výrobků. Grafický design se dělí na 3 zaměření (ŠVP): Klasická počítačová grafika, Kresba a ilustrace, Grafika a animace. Současně je škola známá pro své úspěchy v různých národních i mezinárodních soutěžích.[zdroj?]